# 王光祖 (元朝)
王光祖，元朝政治人物。

## 生平
接替燕珪任松江府知府一职，1282年由僕散翰文接任。